# Liste des maires de Luzy
La liste des maires de Luzy comprend l'ensemble des titulaires de la fonction de maire dans la commune française de Luzy, chef-lieu de canton dans la Nièvre ; soit 41 personnes. Elle est introduite en 1662 sous le titre de « maire perpétuel » puis à la Révolution française en 1790. La fonction est occupée depuis 2014 par Jocelyne Guérin, maire étiquetée socialiste puis divers gauche.

## Historique de la fonction

### Prémices de la fonction
Institution apparue en France à partir du XIIe siècle, les maires deviennent en 1692 un office moyennant une certaine somme, très souvent héréditaires, et ce jusqu'à la Révolution. La fonction de « maire perpétuel de Luzy » est attestée en 1662. Elle est attribuée de façon irrégulière aux membres de la famille Nault, une famille de juristes originaire de Moulins-Engilbert et installée à Luzy depuis le début du siècle. Leurs noms nous sont parvenus par les registres d'état-civil, où leurs titres et qualités sont presque toujours cités. D'autres hommes, échevins, sont décrits dans certains textes comme « faisant fonction de maire ». Ils dirigent l'administration municipale pendant deux plus de siècles, jusqu'à la création des communes, des municipalités et de leurs maires à la Révolution, en 1789 et 1790.
À la Révolution, la paroisse de Luzy est divisée en deux communes distinctes, Luzy-Ville et Luzy Foraint, et voit par conséquent l'élection, au suffrage censitaire masculin, de deux maires lors des premières élections municipales au printemps 1790. Après la démission du maire de Luzy-Ville Claude Nault de Champagny en 1793 — dernier représentant des Nault à Luzy —, le poste reste vacant durant une année ; le pouvoir est alors occupé par le Comité de surveillance révolutionnaire via une « Société populaire », qui s'oppose au maire élu en 1794, Denis Jadioux.
Le maire et le Comité disparaissent à l'entrée en vigueur de la Constitution du 5 fructidor an III du Directoire durant l'automne 1795. Les municipalités communales sont désormais rattachées à une municipalité cantonale, où elles sont représentées par un délégué et son adjoint. La commune de Luzy est rattachée au canton de Luzy pour lequel elle élit un agent municipal. Cette organisation reste en vigueur jusqu'à la Constitution du 22 frimaire an VIII du Consulat en 1799. L'année suivante est nommé par le préfet le premier maire de la commune réunifiée de Luzy, Jean-François Chapsal.

### Stabilisation durant leXIXesiècle
S'ensuit, pendant la majeure partie du XIXe siècle, une succession de maires nommés et révoqués par le préfet de la Nièvre selon le pouvoir en place : Premier Empire et Première Restauration en 1814 puis Cent-Jours et Seconde Restauration en 1815, monarchie de Juillet en 1830, Second Empire en 1852,. Un seul maire, Antoine Perrin, nommé en 1847, connaît tour à tour la monarchie de Juillet, la Deuxième République de 1848 et la quasi-entièreté du Second Empire,.
L'hôtel de ville est acquis par la commune en 1867, succédant à un autre situé sur l'actuelle place du Maquis-Louis. Appelé « maison Saclier », il s'agit de la demeure du premier maire élu, Claude Nault de Champagny. Érigé au XVIIe siècle, il s'y trouve des tapisseries d'Aubusson dans la salle des délibérations.

### Depuis 1871, des maires républicains et socialistes
Durant les premières années de la Troisième République, les maires sont de nouveau élus par le conseil municipal. Les élections municipales de 1871 sont marquées à Luzy par la victoire du candidat républicain, Xavier Garenne, sur le sortant, Jean Gallois, un monarchiste. Xavier Garenne est désavoué par l'Ordre moral, coalition politique au pouvoir à partir de 1873 et qui a pour but de mener une Troisième Restauration. En février 1874, deux semaines après que l'Assemblée nationale ait voté le retour de la nomination des maires par les préfets, Jean Gallois est nommé maire pour la seconde fois. Cependant, les élections municipales organisées dix mois plus tard confirment la majorité républicaine. Jean Gallois démissionne en 1876 et Xavier Garenne est nommé par le préfet pour lui succéder.
Xavier Garenne marque donc l'ancrage républicain de Luzy, poursuivi par ses successeurs — élus — Louis Bertrand (de 1879 à 1884), Lucien Gueneau (de 1884 à 1885) et Jean Chandioux, maire durant trente ans de 1885 à 1915,. Ce dernier, radical-socialiste, est aussi le premier homme d'une lignée de maires tous socialistes, à quelques exceptions près en 1919, 1923 et 1995,.
L'instauration de l'État français en 1940 voit le retour de la nomination des maires par l'État. Lorsque le socialiste Louis Baroin démissionne en 1941, le médecin Henri Dollet, sur proposition du préfet, est nommé pour lui succéder, avec un nouveau conseil municipal. Entré dans la Résistance, il est fait prisonnier puis fusillé par la Milice française  en août 1944, lors des derniers jours de l'Occupation. Cependant, sa mort n'est pas communiquée à la municipalité, qui le croit toujours en vie à la mi-septembre et le maintient en fonction. Le 17 septembre 1944, le sous-préfet de Château-Chinon instaure un Comité de libération remplaçant l'équipe municipale. Après avoir pris connaissance du décès d'Henri Dollet, le Comité désigne dans le courant du mois un nouveau maire, Marie-Joseph Bondoux (SFIO), reconduit par les électeurs en 1945.
Le successeur de Marie-Joseph Bondoux est Daniel Benoist. Il est lui aussi encarté à la SFIO puis au Parti socialiste, comme le seront tous les suivants, à l'exception d'un mandat de Marcel Joyeux en 1995.
Depuis 1892, la plupart des maires de Luzy sont conseillers généraux puis départementaux du canton de Luzy, sauf entre 1972 et 1997, Alain Benoist n'étant pas parvenu à succéder à son père. Dès lors tenu par la droite, le siège est occupé par Marcel Joyeux en 1997. À la mort de celui-ci trois ans plus tard, il est reconquis par le socialiste Jean-Louis Rollot. Ce dernier remporte ensuite les élections municipales de 2001 à Luzy, permettant à la gauche socialiste de recouvrir son fief après seulement un mandat de la droite.

## Liste des maires

### De 1662 à la Révolution
| Nom                                       | Début du mandat | Fin du mandat    | Notes |
| ----------------------------------------- | --------------- | ---------------- | --- |
| Denis Nault (1633-1707)                   | 1662            | novembre 1707 †  | « Maire perpétuel », juriste . Avocat en Parlement, il est procureur, juge de la Ville de Luzy, châtelain et capitaine de Luzy en 1670, juge criminel et civil de la châtellenie de Luzy et Savigny-Poil-Fol l'année suivante, bailli de Luzy et de Toulon-sur-Arroux en 1675. Il est en parallèle conseiller ordinaire des Affaires du Prince de Condé. Il occupe des fonctions semblables à Mont-Châtel, Chaume (communes de Marly-sur-Arroux) et Marly. Il est aussi auteur de romans historiques, dont un consacré à Bibracte,. Ses armes sont d'azur à un lion d'or. |
| Nicolas-François Nault (1665-1710)        | 1693            | 3 février 1710 † | « Maire perpétuel » et juriste. Seigneur de Trésillon,. Fils du précédent, il lui succède dans ses charges de juge de Luzy et de bailli de Toulon. Il est successivement avocat du Parlement, conseiller du roi puis châtelain civil et criminel de Luzy. Ses armes sont d'or à un navire de sable et un chef d'argent,. |
| Claude Coujard de la Verchère (1716-1763) | 1748            | ?                | Avocat en Parlement. Époux de la petite-fille de Nicolas-Fançois Nault. Sa qualité de maire est attestée en 1748 et il est décrit à son décès comme ancien maire. |
| Marguerite-Charles Pelletier (1723-1786)  | 1777            | 1786             | Cousin des Nault. Il est lieutenant de la châtellenie de Luzy, conseiller du roi, grenetier au grenier à sel. Attesté premier échevin en 1770, il conserve sa fonction jusqu'à sa mort. |

### Séparation en Luzy-Ville et Luzy-Foraint
À la Révolution, la paroisse de Luzy est divisé en deux communes : Luzy-Ville et Luzy Foraint,.
| Nom | Nom                                   | Début du mandat                           | Fin du mandat          | Étiquette              | Notes |                        |
| Maires de Luzy-Foraint | Maires de Luzy-Foraint                | Maires de Luzy-Foraint                    | Maires de Luzy-Foraint | Maires de Luzy-Foraint | Maires de Luzy-Foraint | Maires de Luzy-Foraint |
| --- | ------------------------------------- | ----------------------------------------- | ---------------------- | ---------------------- | --- | ---------------------- |
| | Desjours de Mazille                   | 1er trimestre de 1790                     | ?                      |                        | |                        |
| Maires de Luzy-Ville |                                       |                                           |                        |                        | |                        |
| | Claude Nault de Champagny (1723-1807) | 7 février 1790                            | mars 1793              | Monarchiste            | Maréchal des camps et armées du Roi. Seigneur de Champagny et de Trézillon. Élu en 1790 ; démissionne. Petit-fils de Nicolas François Nault et beau-frère de Claude Coujard de la Verchère. Il signe dès le début de son mandat une lettre pour obtenir la création d'un département du Morvan avec comme chef-lieu Autun, sans succès. Son fils Denis émigre et rejoint l'armée des émigrés, ce qui lui vaut une menace de révocation. Sa position devient intenable après la chute de la monarchie et la proclamation de la Première République. Accusé d'avoir triché en faveur de son neveu lors du tirage au sort pour la levée en masse de la guerre contre la Première Coalition, il démissionne,. Dernier représentant des Nault à Luzy. - Conseiller municipal (1800) |                        |
| Entre mars 1793 et janvier 1794, sans maire, le conseil municipal de Luzy-Ville subsiste, mais contrôlé par deux organismes révolutionnaires. Un Comité de surveillance révolutionnaire est constitué en mars 1793 (puis en février 1794 à Luzy-Forains) et la même année des représentants en mission sont envoyés par la Convention nationale. Luzy en connaîtra onze au total. Deux d'entre eux, Jacques Léonard Laplanche et Jean-Marie Collot d'Herbois fondent une Société populaire, organisme lié au Club des jacobins et dirigé par le Comité des Douze lui-même présidé par François Morvanchet. La Société intervient dans chacune des affaires municipales. |                                       |                                           |                        |                        | |                        |
| | Denis Jadioux                         | 1er vendémiaire an IV (23 septembre 1795) | automne 1795           |                        | Marchand-fermier. Élu en 1794. Il fait fléchir les comités révolutionnaires et délivre des certificats de civisme à certains à qui la Société populaire les avait refusés. Cette dernière faillit le faire chuter en janvier 1795, mais il est confirmé par le nouveau représentant en mission Ferdinand Guillemardet. |                        |

### XIXesiècle, du Directoire à la fin du Second Empire
La séparation de Luzy prend fin entre 1795 et 1800. Dans le même temps, la fonction de maire est supprimée par le Directoire et remplacée par une municipalité cantonale, dont la commune de Luzy est membre. La Société populaire reprend son activité en 1797.
Plusieurs agents municipaux, membres de la municipalité cantonale élus afin de représenter Luzy, sont connus par les registres d'état-civil entre l'an IV (1795) et l'an VI (1798) : Gilbert Maisonseul en l'an IV (1795-1796), Jean-Chrysostome Boulu en l'an IV (1796), Edme Glaize durant l'an IV et l'an V (1796-1797), Denis Repoux en l'an V (1797) et Lazare Durand en l'an VI (1797), de nouveau Gilbert Maisonseul en l'an VI (1797/1798) et François Courault ou Couraud en l'an VI (1798). Au moins deux d'entre eux deviennent « présidents de la municipalité » cantonale.
| Nom | Nom                                                                                              | Début du mandat       | Fin du mandat         | Étiquette                        | Notes |
| --- | ------------------------------------------------------------------------------------------------ | --------------------- | --------------------- | -------------------------------- | --- |
|     | Jean-Chrysostome Boulu président de la municipalité cantonale                                    | présent en avril 1796 | présent en avril 1796 |                                  | Notaire. |
|     | François Courault ou Couraud (1750-?) président de l'administration municipale du canton de Luzy | juillet 1798          | 1800                  | Républicain                      | Notaire royal et notaire apostolique, puis juge de paix. Opportuniste, du parti révolutionnaire puis bonapartiste et enfin royaliste. Il est relevé de ses fonctions. Pendant la Révolution, il est représentant de la paroisse de Luzy pour l'établissement du cahier de doléances du Tiers-État en 1798, administrateur au district de Moulins-Engilbert en 1790, « agent national, membre de la municipalité cantonale » en 1794. Devenu président de la municipalité, il ordonne notamment les perquisitions chez les abbés Durand et Saclier. |
|     | Jean-François Chapsal                                                                            | 4 juin 1800           | 1813                  | Bonapartiste                     | Avocat et ancien maire de Nevers, à la retraite. Nommé par le préfet en 1800. Il quitte peu à peu ses fonctions après la mort de son épouse avant de démissionner. Frère du beau-fils de Marguerite-Charles Pelletier. Ex-jacobin,. Il réorganise les pratiques religions, nomme les membres du conseil de fabrique, fait installer divers services publics, dont la mairie, dans l'ancienne église Notre-Dame. Le 24 juin 1800, au début du Consulat, il fait voter par le conseil municipal une motion demandant que Napoléon Bonaparte devienne empereur. Il n'est plus présent à la fin de son mandat, laissant le travail à son adjoint François Courault/d, devenu bonapartiste. - Conseiller général (1791) |
|     | Charles Simon Pierre Ballard de la Chapelle                                                      | 1er mai 1813          | 16 juin 1815          | Royaliste                        | Officier au régiment d'Orléans dragons. Nommé maire. Il est déposé durant les Cent-Jours. Émigré en 1791, il revient durant le Consulat. |
|     | Gilbert Maisonseul                                                                               | 16 juin 1815          | juillet 1815          | Bonapartiste                     | Huissier (avant la Révolution). Maire durant les Cent-Jours ; nommé puis révoqué. - Adjoint (à partir de 1830) |
|     | Charles Simon Pierre Ballard de la Chapelle                                                      | 18 juillet 1815       | 1818                  | Royaliste                        | Reprend son poste après la seconde abdication de Napoléon Ier. Il a Boulu comme adjoint. Son premier décret rend hommage « au vertueux monarque qui [leur] apporte la paix avec le pardon des fautes dont on avait pu se rendre coupable envers lui ». |
|     | François Courault ou Couraud                                                                     | 1818                  | 1821                  | Royaliste                        | Relevé de ses fonctions. Ancien révolutionnaire, il a été adjoint bonapartiste sous le mandat de Jean-François Chapsal. |
|     | Antoine Hippolyte Compin                                                                         | 1821                  | 1824                  |                                  | Notaire. Révoqué après l'accession de Charles X sur le trône. Il a comme un adjoint un dénommé Maisonseul, signataire de la quasi-totalité des actes et des comptes-rendus. |
|     | Aimé Coujard de la Cheize                                                                        | 1824                  | juillet 1830          | Royaliste favorable aux Bourbons | Partisan du roi Charles X, il est révoqué après les Trois Glorieuses et l'accession au pouvoir de la maison d'Orléans. |
|     | Louis Coujard de la Verchère                                                                     | juillet 1830          | 1830                  |                                  | Bourgeois, propriétaire foncier. Nommé par le préfet après la révolution des Trois Glorieuses, son mandat ne dure que quelques mois. |
|     | Jean Chrysostome Boulu (intérim)                                                                 | septembre 1830        | décembre 1831         |                                  | Notaire, juge de paix. |
|     | François Imbart-Latour                                                                           | 1831                  | 1835                  |                                  | Tanneur. Peu d'informations subsistent dans les archives municipales, qui, mal conservées, sont devenues inutilisables pour cette période. |
|     | Louis Coujard de la Verchère                                                                     | 1835                  | avril 1836            |                                  | Démissionnaire afin de devenir juge de paix. Second mandat. Il débute la rénovation des rues. |
|     | Marie Guillaume Jean Chrysostome Boulu                                                           | 1836                  | fin 1844              | Républicain                      | Notaire. Démissionne. Fils du précédent. Il nomme Antony Duvivier instituteur public, ce qui créé la polémique au sein du conseil municipal en raison de son engagement républicain. |
|     | François-Marie Imbart-Latour                                                                     | début 1845            | 1847                  |                                  | Tanneur. Démissionne. Peut-être la même personne que François Imbart-Latour. |
|     | Antoine Perrin (1800-1870),                                                                      | janvier 1847          | 1869.                 | Conservateur Parti de l'Ordre    | Bourgeois, propriétaire foncier, notaire, percepteur. Durant les vingt-deux années qu'ont duré son mandat, il est à l'origine d'un atelier de charité afin de fournir du travail aux sans-emplois en 1853, du premier abattoir et du premier lavoir communal sur le ruisseau des Amauloirs près du centre-ville en 1861,, des premiers éclairages publics en 1865 et de l'achat et de la transformation de la maison Saclier en une mairie, gendarmerie, école et justice de paix,. Il agrandit le champ de foire et permet le passage de la ligne de chemin de fer de Nevers à Chagny par Luzy, deux actions qui contribuent au développement de la ville. Il démissionne en 1869 pour des raisons médicales et meurt l'année suivante ; son action est saluée par la presse locale. Fait chevalier de la Légion d'honneur pour ses 34 années d'exercice. C'est sous son mandat que sont arrêtés et condamnés à la transportation les plus importants républicains de Luzy, l'instituteur Antony Duvivier et le taillandier Gilbert Chandioux, respectivement en 1849 et 1851. - Adjoint au maire (au moins en 1830 et 1847), |
|     | Jean Gallois                                                                                     | 30 novembre 1869      | jusqu'en 1871         | Monarchiste                      | Notaire,. Nommé par décret. |

### Troisième République
| Portrait | Portrait      | Nom                                   | Début du mandat   | Fin du mandat       | Étiquette                        | Notes |
| --- | ------------- | ------------------------------------- | ----------------- | ------------------- | -------------------------------- | --- |
| |               | Jean Gallois                          | depuis 1869       | mai 1871            | Monarchiste                      | Nommé sous le Second Empire. Conséquemment à la proclamation de la Troisième République, il n'est pas élu à la suite des élections municipales de 1871. |
| |               | Xavier Garenne (1828-1882)            | mai 1871          | 6 février 1874      | Républicain modéré               | Juriste et archéologue amateur, membre de la Société éduenne. Élu en 1871 face à Jean Gallois. Caillet et Wandelle sont ses adjoints. Ils sont poussés à la démission par l'Ordre moral. Il permet la conservation des tapisseries d'Aubusson exposées dans l'hôtel de ville et fait restaurer la Tour des barons. - Conseiller municipal (1870-1871) |
| |               | Jean Gallois                          | 6 février 1874    | mai 1876            | Monarchiste                      | Nommé par le préfet, partisan de l'Ordre moral. Le préfet écrit qu'il est « absolument dévoué aux principes conservateurs, il occupe à Luzy une position importante. [...] Je ne pouvais faire de meilleur choix,. » Il doit faire face dès les élections de novembre 1874 à une majorité redevenue républicaine et démissionne en 1876. |
| |               | Xavier Garenne (1828-1883)            | mai 1876          | 1878                | Républicain modéré               | Nommé par le préfet afin de satisfaire la majorité républicaine en place depuis 1874. Réélu en 1878, il démissionne quelques mois plus tard. - Conseiller municipal (1874-1876) |
| |               | Louis Bertrand (1832-1887),           | 1879              | 1884                | Républicain                      | Médecin, à Larochemillay puis à Luzy. Remplace Xavier Garenne. Il est à l'origine de l'école des Baudins, construite pour les enfants domiciliés à l'est et trop éloignés du bourg (inaugurée en 1896). - Président du conseil d'arrondissement, |
| |               | Lucien Gueneau (1832-1908)            | 1884              | 1885                | Républicain                      | Haut fonctionnaire et historien. Élu en 1884. Atteint d'une maladie oculaire, il démissionne en 1885. Il engage la construction de l'école des Baudins. - Adjoint (1873-1874, 1876) |
| |               | Jean Chandioux (1849-1915)            | décembre 1885     | 13 septembre 1915 † | Radical-socialiste               | Négociant. Remplace Lucien Gueneau, réélu jusqu'à sa mort. Il mène le développement de Luzy et le désenclavement du Sud Morvan : foires, chemin de fer, éclairage au gaz, construction d'écoles, d'un hospice, d'une poste, d'abattoirs et de lavoirs, établissement d'une agence de l'Assistance publique de Paris. Anticlérical, il est en conflit public avec les prêtres de Luzy. L'entièreté de sa liste est réélue en 1908 et 1912. Il est mouillé dans une affaire de détournements des fonds de la commune en 1915. - Conseiller municipal (1882-1885) - Premier adjoint (1884-1885) - Conseiller d'arrondissement (1889-1892) - Conseiller général (1892-1915) - Député (1892-1910 |
| Jean Chandioux meurt en 1915 en pleine guerre mondiale. Aucune élection n'est organisée et ce sont ses deux adjoints, Ravier et Jean Pauchard, qui se chargent de la municipalité. |               |                                       |                   |                     |                                  | |
| |               | Ravier                                | 13 septembre 1915 | 10 décembre 1919    | Gauche                           | |
| | Jean Pauchard | Jean Pauchard (1860-1935)             | 13 septembre 1915 | 10 décembre 1919    | Gauche                           | Quincaillier. Adjoint de Jean Chandioux. Il est réélu conseiller municipal en 1919 et adhère à la SFIO. Après avoir échoué à avoir été élu en 1919, il forme le ticket socialiste vainqueur des élections municipales de 1929 avec Émile Bramard. - Conseiller d'arrondissement (1931-1935), |
| |               | Charles Georges Épinat (1867-1923)    | 10 décembre 1919  | 26 juillet 1923 †   | Radicaux ou Radicaux-socialistes | Propriétaire terrien. Maire sortant d'Avrée, élu en 1919 ; meurt de maladie en cours de mandat,. Son conseil municipal est en quasi-totalité radical ou radical-socialiste. Il doit gérer la commune à la sortir de la guerre. Il fait notamment ouvrir un atelier de charité à destination des chômeurs et installer l'électricité dans le bourg, en 1922. - Conseiller général (1919-1923) |
| |               | Jean-Philippe Théveniault (1873-1961) | 30 septembre 1923 | 19 mai 1929         | Centre droit                     | Menuisier puis gérant du domaine agricole des Bonnots. Réélu en 1925 ; n'est pas réélu en 1929. En 1925, face au Cartel des gauches de Pauchard et Bramard, sa liste de la majorité sortante est élue en totalité. En 1929, il est candidat pour l'Union républicaine. Devant la victoire socialiste assurée, il se retire du second tour,. Il entreprend la réfection de plusieurs édifices négligés durant la guerre. Il développe l'électricité dans le bourg jusque dans les faubourgs, entame la recherche sur une adduction d'eau de la ville, fait réaménager le champ de foire et restructure le Cours complémentaire de l'école des filles en un Cours complémentaire de jeunes filles. Chevalier du Mérite agricole. - Conseiller d'arrondissement |
| |               | Émile Bramard (1880-1939)             | 19 mai 1929       | 8 octobre 1939 †    | SFIO                             | Médecin à Luzy,. Élu avec en 1929 puis réélu en 1935 ; meurt d'un infarctus en cours de mandat. Il a comme adjoints Jean Pauchard et Louis Baroin puis Louis Baron et Georges Pauchard à partir d'août 1935,. Il mène une politique de réaménagement de la ville durant son premier mandat : amélioration de l'état de propreté, réfection du champ de foire, de l'éclairage urbain, des écoles et des chemins ruraux, raccordement des écarts de la commune à l'électricité, construction d'un marché couvert, d'une salle des fêtes avec projecteur de cinéma et d'une piscine, aménagement d'un stade et de terrains de jeux pour les scolaires, et fondation d'un syndicat d'initiative,. Alors qu'il avait une majorité fragile en 1929 (13 des 21 sièges), il est réélu sans difficulté en 1935. L'adduction d'eau — sur la Roche depuis la Chautte à Glux-en-Glenne — est le projet phare de son second mandat, mis à mal par la guerre,. Chevalier de la Légion d'honneur. - Conseiller général (1923-1939) |
| |               | Louis Baroin                          | octobre 1939      | mars 1941           | SFIO                             | Premier adjoint, remplace Émile Bramard ; démissionne pour raisons de fatigue. Il fait face à l'arrivée des troupes allemandes le 17 juin 1940, mais ne fuit pas lors de l'exode. - Premier adjoint (1935-1939) |

### Sous l'État français puis la Libération
| Portrait | Portrait | Nom                              | Début du mandat   | Fin du mandat  | Étiquette                                       | Notes |
| --- | -------- | -------------------------------- | ----------------- | -------------- | ----------------------------------------------- | --- |
| |          | Henri Dollet (1895-1944)         | 21 mars 1941      | 26 août 1944 † | Droite                                          | Médecin. Nommé par l'État français ; exécuté par la Milice en cours de mandat. Son décès n'est connu qu'après la mi-septembre à Luzy ; il demeure officiellement maire entre-temps. Il mène une politique de réconciliation et intègre des socialistes à son conseil municipal. Il entre dans la Résistance en 1943, fournit de l'argent et des soins aux groupes résistants et a connaissance de leurs activités. Alors que les Allemands apprennent l'existence du réseau et menacent d'incendier la ville, il s'offre en otage le 18 août 1944. Son fils est arrêté avec lui ; ils sont tous deux fusillés lors du retrait des troupes allemandes. |
| À la suite de la libération de Luzy, le conseil municipal démissionne le 12 septembre 1944. Un Comité de libération est mis en place, dirigé par Joseph Pinet (chef de gare et du réseau Résistance-fer), Louis Lauroy et René Gressin, jusqu'à la nomination d'un conseil municipal le 17 septembre 1944 par le nouveau préfet,. |          |                                  |                   |                |                                                 | |
| |          | Marie-Joseph Bondoux (1895-1970) | 17 septembre 1944 | jusqu'en 1953  | Section française de l'Internationale ouvrière, | Secrétaire de mairie puis caissier à la Caisse d'épargne. Élu par le conseil municipal nommé le 17 septembre, puis réélu par un nouveau nommé le 14 novembre Il est reconduit après les élections de 1945. Dès 1944, il fait nommer une avenue du Docteur-Dollet et ériger un monument commémoratif à la mémoire des combattants morts du maquis Louis. |

### IVeetVeRépubliques
| Portrait | Portrait         | Nom                           | Début du mandat  | Fin du mandat      | Étiquette                                                            | Notes |
| -------- | ---------------- | ----------------------------- | ---------------- | ------------------ | -------------------------------------------------------------------- | --- |
|          |                  | Marie-Joseph Bondoux          | depuis 1944      | mai 1953           | Section française de l'Internationale ouvrière                       | Directeur d'une coopérative agricole. Réélu en 1947 ; ne se représente pas en 1953. Du fait de la rareté des subventions et des restrictions dues à l'après-guerre, ainsi que des nombreuses reconstructions nécessaires, aucun chantier conséquent n'est entrepris au cours de ses mandats. Le niveau de vie semble s'être amélioré en 1953, et un projet d'adduction d'eau depuis la vallée de la Roche est enclenché. - Conseiller général (1945-1955) |
|          | Daniel Benoist   | Daniel Benoist (1908-2004)    | 9 mai 1953       | 28 mars 1971       | Section française de l'Internationale ouvrière puis Parti socialiste | Chirurgien gynécologue, directeur de clinique à Luzy de 1938 à 1970. Élu en 1953 puis réélu en 1959 et en 1965. Neveu d'Émile Bramard. Maire durant les Trente Glorieuses, c'est sous son mandat que sont construits plusieurs ateliers, qui permettent à Luzy de connaître une reprise économique et d'améliorer le niveau de vie. Il fait construire plusieurs lotissements HLM place du Champ-de-Foire, un cours complémentaire avec internat pour filles en 1959 (futur collège), agrandit et ouvert aux garçons en 1962 et mène un projet d'adduction d'eau potable avec un réseau d'assainissement et une station d'épuration. Sur un plan culturel, il fait édifier un cinéma, une piscine, rénover la salle des fêtes et le stade. Ce dynamisme permet l'augmentation de la population. Élu en 1953 face à une liste de droite, il n'a pas d'opposition aux scrutins suivants. À l'occasion des élections municipales de 1971, il est envoyé à Nevers par François Mitterrand, où il est élu maire et conseiller général. - Conseiller général pour le canton de Luzy (1953-1972) |
|          | Daniel Benoist   | Daniel Benoist (1908-2004)    | 9 mai 1953       | 28 mars 1971       | Section française de l'Internationale ouvrière puis Parti socialiste | Chirurgien gynécologue, directeur de clinique à Luzy de 1938 à 1970. Élu en 1953 puis réélu en 1959 et en 1965. Neveu d'Émile Bramard. Maire durant les Trente Glorieuses, c'est sous son mandat que sont construits plusieurs ateliers, qui permettent à Luzy de connaître une reprise économique et d'améliorer le niveau de vie. Il fait construire plusieurs lotissements HLM place du Champ-de-Foire, un cours complémentaire avec internat pour filles en 1959 (futur collège), agrandit et ouvert aux garçons en 1962 et mène un projet d'adduction d'eau potable avec un réseau d'assainissement et une station d'épuration. Sur un plan culturel, il fait édifier un cinéma, une piscine, rénover la salle des fêtes et le stade. Ce dynamisme permet l'augmentation de la population. Élu en 1953 face à une liste de droite, il n'a pas d'opposition aux scrutins suivants. À l'occasion des élections municipales de 1971, il est envoyé à Nevers par François Mitterrand, où il est élu maire et conseiller général. - Conseiller général pour le canton de Luzy (1953-1972) |
|          |                  | Alain Benoist (1939-1975)     | mars 1971        | 12 novembre 1975 † | Parti socialiste                                                     | Chirurgien à Paris. Élu en 1971 face à Jean Bertrand ; mort d'un accident de voiture en cours de mandat. Fils de Daniel Benoist. Il travaille en semaine à la capitale et revient en fin de semaine à la mairie, où il a conservé les adjoints de son père. Il engage la construction d'une école maternelle, d'un gymnase ainsi que l'amélioration du réseau d'eau potable avec le raccordement des écarts. Il échoue à succéder à son père à l'élection cantonale du 11 juin 1972. |
|          |                  | Fernand Baudin (1915-2003)    | 11 janvier 1976  | 19 mars 1983       | Parti socialiste                                                     | Instituteur à Luzy à la retraite. Élu en 1976 puis réélu en 1977. Il achève ou est à l'origine de l'école maternelle, le gymnase et le stade annexe. Il est président du conseil d'administration de la maison de retraite - Hospices de Luzy et du Syndicat d'adduction d'eau potable. Chevalier des Palmes académiques. - Adjoint (1971-1976) |
|          |                  | Casimir Terzaghi (1921-1998), | 19 mars 1983     | 23 juin 1995       | Parti socialiste                                                     | Directeur des carrières de Moulins-Engilbert et de Fléty. Élu en 1983 puis réélu en 1889. Il fait construire la gendarmerie et aménage l'école de musique municipale, le centre de courts séjours de la maison de retraite et le terrain de sport - maison de cure. Il est aussi fondateur du jumelage avec la commune allemande Emmelshausen en 1985,. Il est président du conseil d'administration de la maison de retraite et du Syndicat intercommunal d'électricité et d'équipement. - Conseiller municipal (1977-1983) |
|          |                  | Marcel Joyeux (1928-2000),    | 23 juin 1995     | 7 novembre 2000 †  | Gaulliste, Divers droite                                             | Contrôleur général au sein d'AGF. Élu en 1995, mort d'une attaque cardiaque en cours de mandat. En 1995, il bat Jean Millot, adjoint de Casimir Terzaghi à la tête d'une liste élue très majoritairement. Il affecte ou fait construire des locaux pour plusieurs entreprises et réamanége la salle des fêtes, qui porte aujourd'hui son nom. - Conseiller général (1997-2000) |
|          |                  | Daniel Lambert                | 15 décembre 2000 | mars 2001          | Divers droite,                                                       | Agent général d'assurances chez Gan. Premier adjoint, il est élu par le conseil municipal pour succéder à Marcel Joyeux pour les quatre derniers mois du mandat. Il échoue aux élections municipales de 2001,. |
|          |                  | Jean-Louis Rollot (1946-2017) | mars 2001        | mars 2014          | Parti socialiste                                                     | Inspecteur général de l'Éducation nationale. Élu en 2001 puis réélu en 2008. De par son élection au conseil général en 2000 puis à la mairie de Luzy en 2001, il refait passer le canton à gauche après vingt-sept ans de gouvernance par la droite,. Il réaménage le centre-ville et fait édifier plusieurs bâtiments municipaux, tels une bibliothèque, un complexe sportif et une chaufferie à bois. - Vice-président du conseil général (avant 2004-2011), |
|          | Jocelyne Guérin. | Jocelyne Guérin (1953)        | mars 2014        | en cours           | Parti socialiste puis divers gauche                                  | Cadre bancaire à la retraite. Seule candidate aux élections de 2014 et de 2020. Faite chevalière de l'Ordre national du Mérite en 2016. - Vice-présidente du conseil départemental (depuis 2015) |
|          | Jocelyne Guérin. | Jocelyne Guérin (1953)        | mars 2014        | en cours           | Parti socialiste puis divers gauche                                  | Cadre bancaire à la retraite. Seule candidate aux élections de 2014 et de 2020. Faite chevalière de l'Ordre national du Mérite en 2016. - Vice-présidente du conseil départemental (depuis 2015) |